# Onthophagus vulpinaris
Onthophagus vulpinaris là một loài bọ cánh cứng trong họ Bọ hung (Scarabaeidae).